# Wappen Simbabwes
Dies ist seit dem 21. September 1981 das offizielle Wappen von Simbabwe.

## Beschreibung
Der Schild ist grün, belegt von einer silbernen Darstellung der Ruinen von Groß-Simbabwe, in silbernem Schildhaupt sieben blaue Wellenpfähle. Wappenhalter sind zwei aufrechte hersehende Kudus auf einem gemeinsamen Stück Savanne, dies unten mittig besetzt mit einer Baumwollpflanze, einem Staudenbüschel reifer Baumwolle und einer Maispflanze mit Kolben; hinter dem Schild gekreuzt eine Hacke und eine Kalaschnikow; alles naturfarben. An Helmstelle ein goldener Wulst, von einem grün-silbernen Band umwunden, darüber ein roter fünfzackiger Stern, belegt mit einem goldenen, nach heraldisch rechts sehenden horstenden galliformen Vogel auf einer golden und schwarzen Zinne (?). Unter dem Schild auf silbernem Band die schwarze Devise „Unity, Freedom, Work“ („Einheit, Freiheit, Arbeit“).

## Erklärungen
Das Schildhaupt symbolisiert die Victoriafälle, die Ruinen von Groß-Simbabwe die alte simbabwische Megalithkultur. Der Vogel geht auf eine in den Ruinen von Groß-Simbabwe aufgefundene Abbildung zurück, gemahnt an die Großform eines Klippen- oder Felsenhuhns und ist das Emblem der Republik.